# 宮城県名取北高等学校
宮城県名取北高等学校（みやぎけん なとりきたこうとうがっこう）は、宮城県名取市増田字柳田にある県立高等学校。通称は「北高」（きたこう）、「名取北」（なときた）、「名北」（めいほく）。隣接地には名取市立増田中学校がある。

## 設置学科
男女共学、全日制普通科。

## 沿革
- 1979年 - 4月10日開校式、第1回入学式挙行。名取市に創立しながらも『名取高等学校』を名乗れなかったのは、南隣りの岩沼市に名取高等学校が既に存在していたため。創立前は名取市にある東北地方最大の前方後円墳である雷神山古墳にちなんで『雷神山高校』になる案もあった。
- 1984年 - 1月武道場完成。
- 1988年 - 4月増築校舎完成。10周年記念事業として部室棟並びに弓道射場完成。10月創立10周年記念式典挙行。「北高10周年記念誌」刊行。
- 1998年 - 1月創立20周年記念として、合宿所兼食堂の『名北館（めいほくかん）』完成。10月創立20周年記念式典挙行。
- 2004年 -12月校舎耐震補強工事完成。
- 2008年 -11月創立30周年記念式典挙行。「北高30周年記念誌」刊行。
- 2011年 - 3月東日本大震災発生に伴い、体育館・武道場が名取市避難施設となる。
- 2012年 - 6月大規模改修工事（教室棟）完成。
- 2013年 - 8月大規模改修工事（管理棟）完成。
- 2014年 - 4月制服のデザイン一部変更。
- 2018年 -11月創立40周年記念式典挙行。「北高40周年記念誌」刊行。

## 校章と校訓
本校の校木である「黒松」の葉の上に「北」の字を配したものである。「北」は名取北高の北を表すと同時にこの図形は星形を示し、北極星を表わしている。若松の葉全体が「人間愛」を表わし、星形は「創造」「貢献」を示している。また北極星は天空に冠たる星であり、この星のごとく確乎とした自己を持ち社会・郷土に雄飛する人間を象徴している。

## 制服
制服は、一部変更はあったものの、開校当初からほとんど変わっていない。デザイナーの保田美知子氏が高校生らしい清楚なイメージデザインした。 スラックスとスカートとネクタイの色は、業者にわざわざ新色を作ってもらい、本校独自のグレーができた。当時は、全国のモデル制服にもなった。

## アクセス
- JR東北本線名取駅より徒歩15分
- 仙台空港アクセス線杜せきのした駅より徒歩10分

## 部活動
運動部
- 硬式野球部（男）
- ソフトボール部（女）
- サッカー部（男）
- バスケットボール部（男・女）
- バレーボール部（男・女）
- バドミントン部（男・女）
- テニス部（男・女）
- 陸上部（男女）
- 水泳部（男女）
- 柔道部（男女）
- 卓球部（男・女）
- 弓道部（男女）
- ハンドボール部（男）
- 剣道部（男女）

文化部
- 吹奏楽部
- 英語研究部
- 文芸部
- 美術部
- 映画研究部
- 演劇部
- 茶道部
- 華道部
- 書道部
- 写真部
- 放送部
- 家庭部
- ギター部
- 奉仕活動部
- コンピュータ部
- コミック・イラストレーション部

### 部活動の成績

#### 全国大会出場経験がある部
- 演劇部（2012年東北大会最優秀賞・文部科学大臣賞・創作脚本賞、2013年第59回全国高等学校演劇大会優良賞。2017年第63回全国高等学校演劇大会優良賞。3年連続「2013長崎総文・2014春フェス岩手・2015春 フェス香川」で全国大会に出場したのは宮城県内の高校で初めてのこと）
- 男子弓道部（団体・個人）
- 女子弓道部（団体）
- 水泳部
- 陸上部
- 男子テニス部（団体・シングルス）
- 女子テニス部（団体）
- 男子剣道部
- 女子剣道部
- 放送部
- 文芸部
- 吹奏楽部（2021年第64回東北吹奏楽コンクール（東北吹奏楽連盟、朝日新聞社主催）の高校小編成の部金賞、第21回東日本学校吹奏楽大会高等学校部門銅賞)

##### 東北大会出場経験がある部
- 男子バドミントン部（団体）
- 女子バスケットボール部
- 合唱部
- 家庭部

## 著名な卒業生
- 吉尾徹（インクレイブ株式会社代表取締役CEO。1984年卒、3回生）
- 浦沢みよこ（株式会社インターサポート代表取締役。1985年卒、4回生）
- 鳥羽ジャングル（Flashアニメ作家。1987年卒、6回生）
- 五十嵐幸太（プロスノーボーダー。1994年卒、13回生）
- 岸孝之（プロ野球選手。2003年卒、22回生）
- 大川"Z" 純司（ミュージシャン。2004年卒、23回生）
- 大久保剛志（プロサッカー選手。2005年卒、24回生）
- シャベルカー（お笑いコンビ。2007年卒、26回生）
- 櫻井未奈（シュートボクサー。2008年卒、27回生）
- 大久保開（小説家。2011年卒、30回生）
- 森瞬太（アイドル・歌手・YouTuber。2013年卒、32回生）
- 真中くらら（漫画家）
- 三品建（声優）